# La cera virgen
La cera virgen és una pel·lícula espanyola de comèdia del 1972 dirigida per José María Forqué amb guió de Rafael Azcona i protagonitzada per Carmen Sevilla i José Luis López Vázquez.

## Sinopsi
Florencio Grijalba és el cacic d'un poble de la manxa, obsessionat amb Maria, una jove que es va desmaiar a la processó de Setmana Santa. Força reprimit sexualment, ha emprat a casa seva i a les seves empreses a les tres germanes de María, Paula, Pilar i Paca, però no li fan oblidar María, que s'ha vist obligada a marxar del poble a treballar a un bar d'alterne de Madrid amb el sobrenom de "Wanda".
Finalment les tres germanes són acomiadades i amb María planegen venjar-se. Inauguren un club al poble i posaran en evidència la hipocresia dels seus veïns. Però les coses no funcionen com esperaven, ja que el veritable negoci, en mans de Florencio, és una cereria, que funciona com a tapadora dels homes del poble per gaudir de la companyia d'altres dones. I quan Florencio li confessi a María que només pot posseir-la si està dormida, ella el posarà en evidència davant la seva família i el poble.

## Repartiment
- Carmen Sevilla	...	María / Wanda
- José Luis López Vázquez	...	Don Florencio
- Vera Sanders...	Paca
- Maribel Martín 	...	Paula
- Eva León	...	Pilar
- Gogó Rojo ...	Puri
- Julia Caba Alba...	Alcahueta
- Alfonso del Real...	El Botanas
- Valentín Tornos...	Pascual, pare de María
- Francisco Algora...	Matías

## Premis
Maribel Martín va rebre el premi a la millor actriu secundària als Premis del Sindicat Nacional de l'Espectacle de 1972.